# Загоряни
Загоря́ни — село в Україні, у Новоушицькій селищній територіальній громаді Кам'янець-Подільського району Хмельницької області. До адміністративної реформи 19 липня 2020 року село належало до Новоушицького району. Населення становить 173 осіб.

## Етимологія
Локативна назва загоряни – „ті, що живуть за горою”.

## Населення
Згідно статиситичних даних Центрального статистичного комітету, що опубліовані 1885 року, в Загорянах проживало 554 особи, було 82 дворових господарства.
Згідно з переписом УРСР 1989 року чисельність наявного населення села становила 248 осіб, з яких 89 чоловіків та 159 жінок.
За переписом населення України 2001 року в селі мешкали 173 особи. 100 % населення вказало своєю рідною мовою українську мову.

## Символіка

### Герб
На лазуровому фоні щита у верхній частині зображено сонце жовтого кольору з прямими та хвилястими променями, як символ Поділля та достатку. Два зелених пагорби — горбиста місцевість. У нижній частині хвиляста синя база — водойма, що знаходиться на території села.

### Прапор
Прямокутне полотнище складається з двох частин. Верхня половина прапора синього кольору, нижня — зеленого кольору. Синій колір символ водойми, що знаходиться на території села, зелений колір — горбистої місцевості.

## Історія
В джерелах різного часу село фігурує під такими назвами: Zagorzany (1784), Zagurzany (1787), Zagarzany (1820), д. Загоряны (1862), Загоряни (1926). 

## Адміністративна приналежність
З 1665 року село стає частиною Подільського воєводства.
Під час турецького панування (1672-1699) село входило до Подільського еялету. З 1699 по 1772 рік Загоряни входили до складу Польщі, а з 1772 року стають частиною Російської імперії
У 1795-1797 роках село входило до Ушицького округу Подільського намісництва,а в 1797-1923 роках до  Косиковецької волості Ушицького повітуПодільської губернії.
12 квітня 1923 року старий адміністративний поділ змінився новим, так з’явився Новоушицький район Кам'янець-Подільського округу. А на початку 1932 року Україну було поділено на області.
4 лютого 1954 року Кам'янець-Подільську область перейменовано на Хмельницьку і з того часу Загоряни – частина Новоушицького району Хмельницької області.
Після проведення адміністративної реформи з 20 серпня 2015 року село входить до Новоушицької селищної об'єднаної територіальної громади. 19 липня 2020 року Загоряни увійшли до Кам'янець-Подільського району.

## Відомі люди
7 червня 1955 року в селі народився Іван Петрович Прокоф'єв — український поет, літературознавець

## Галерея

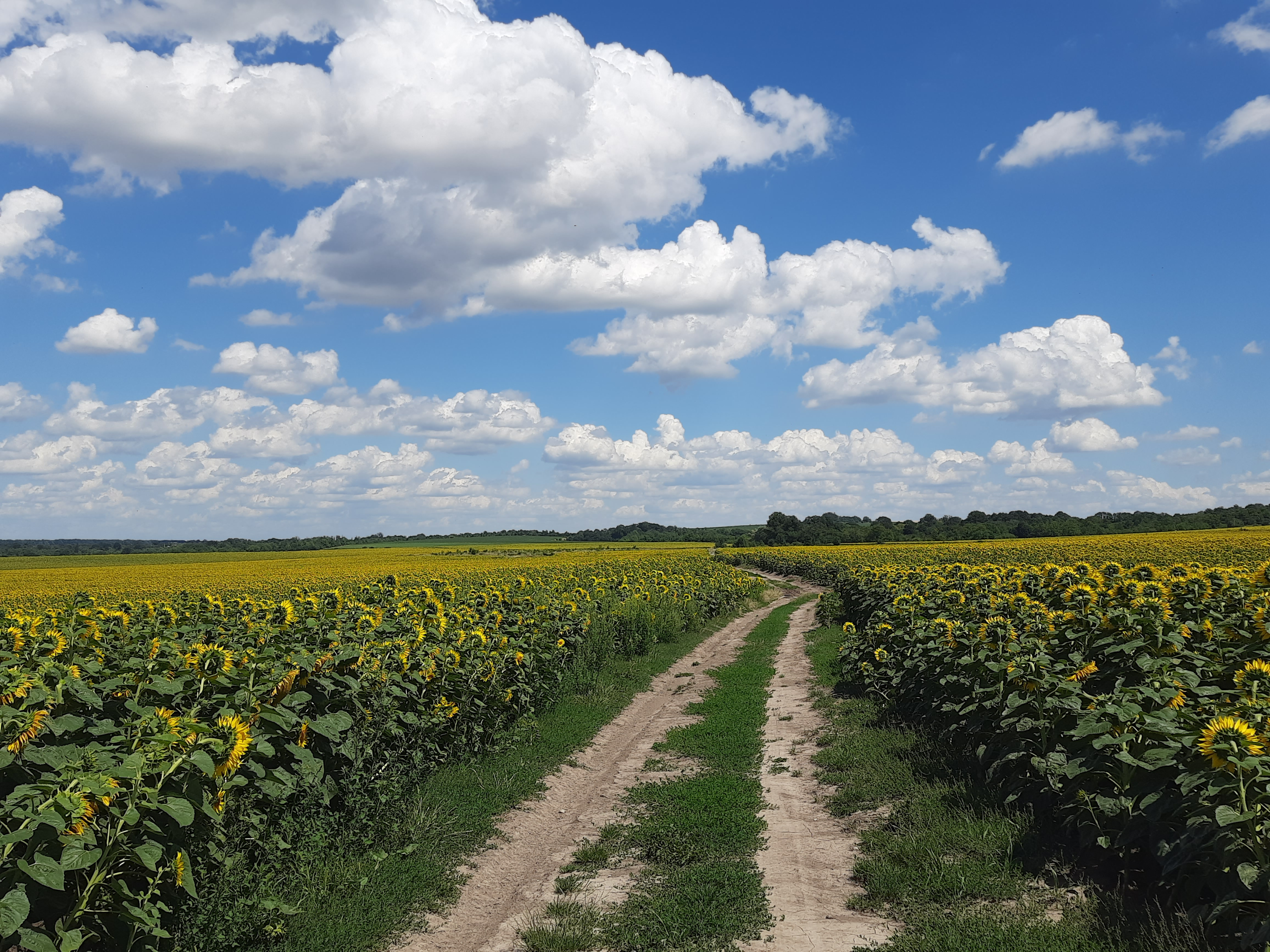
Дорога в село
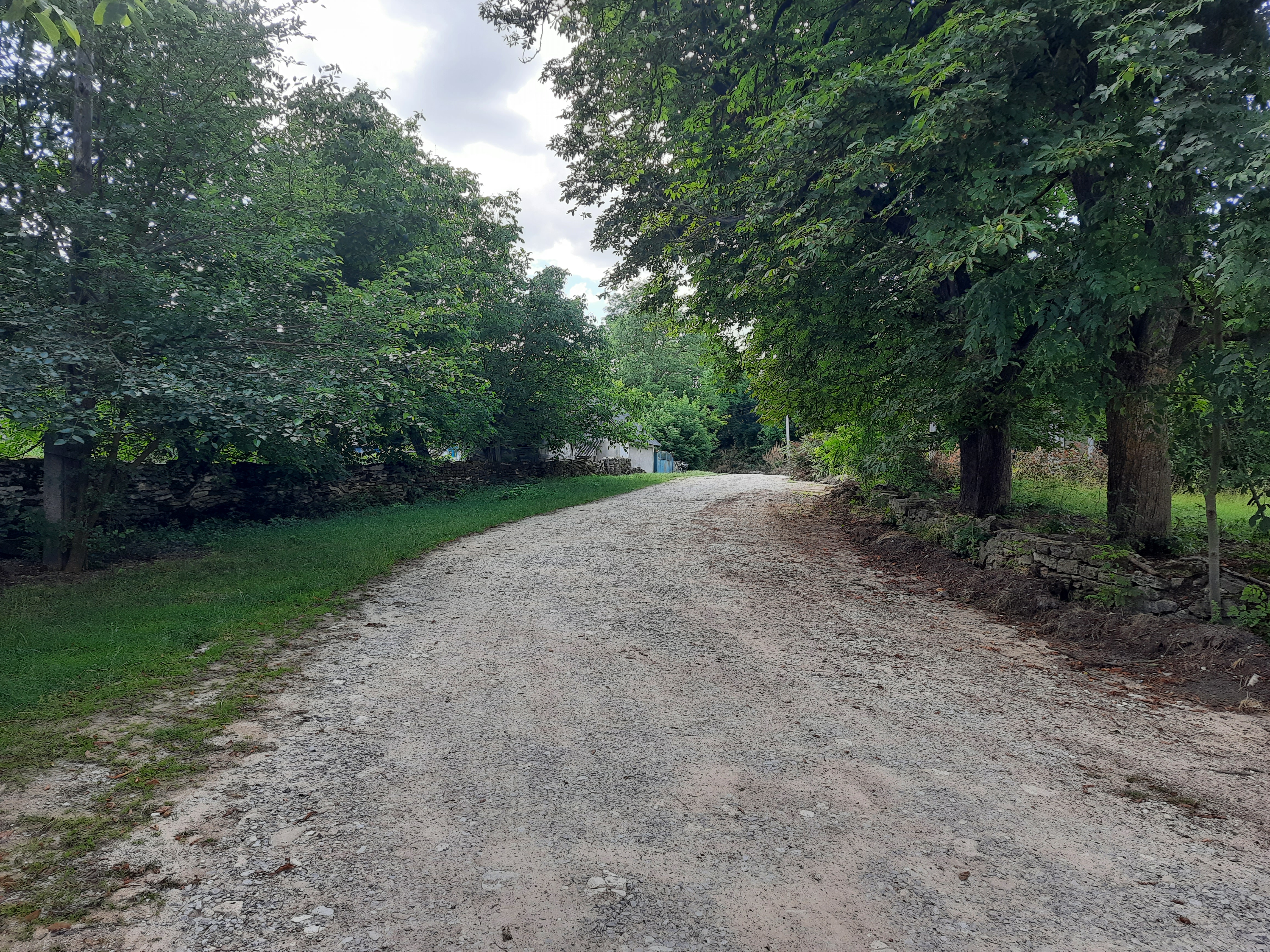
Сільська вулиця
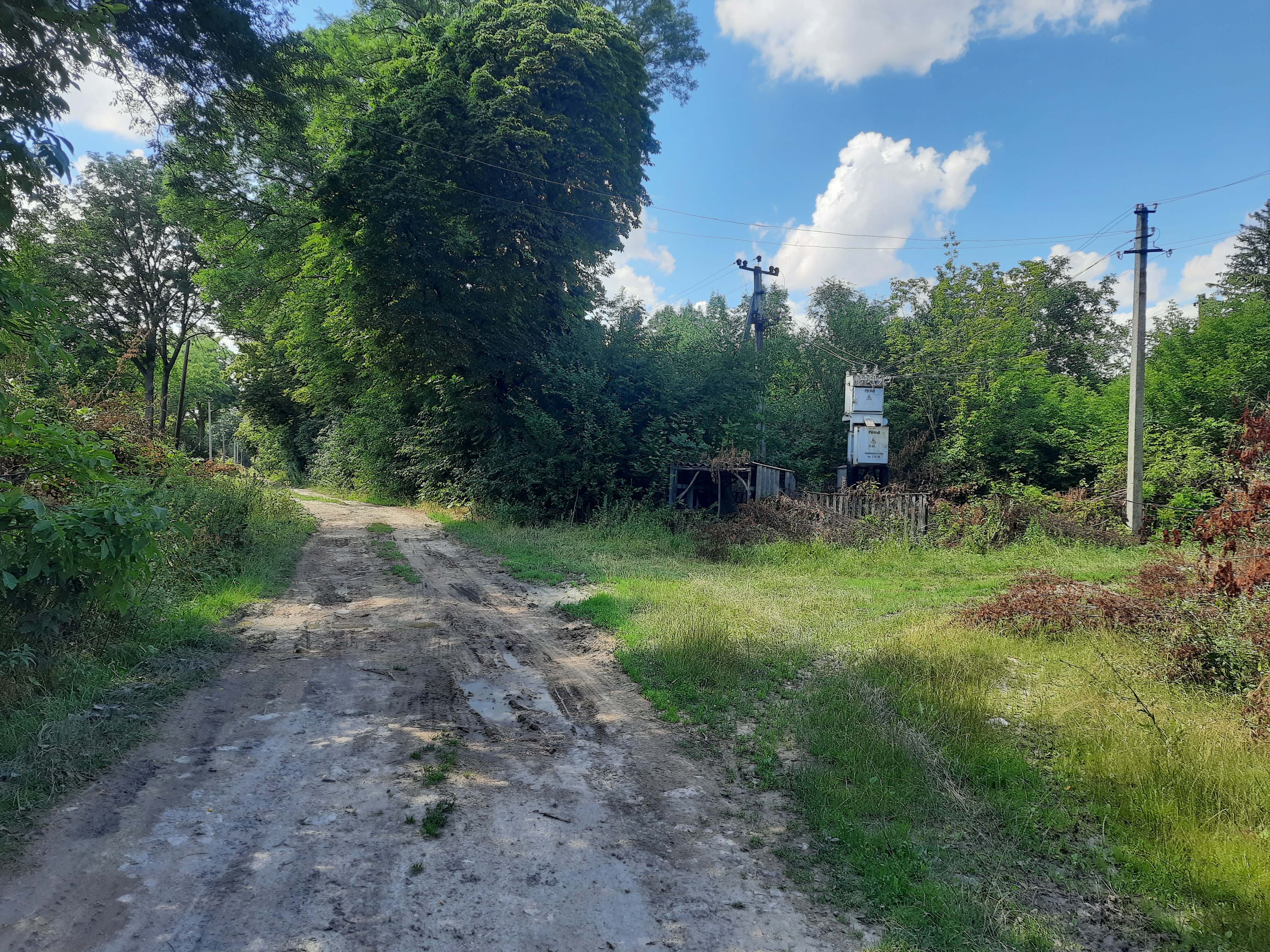
Сільська вулиця
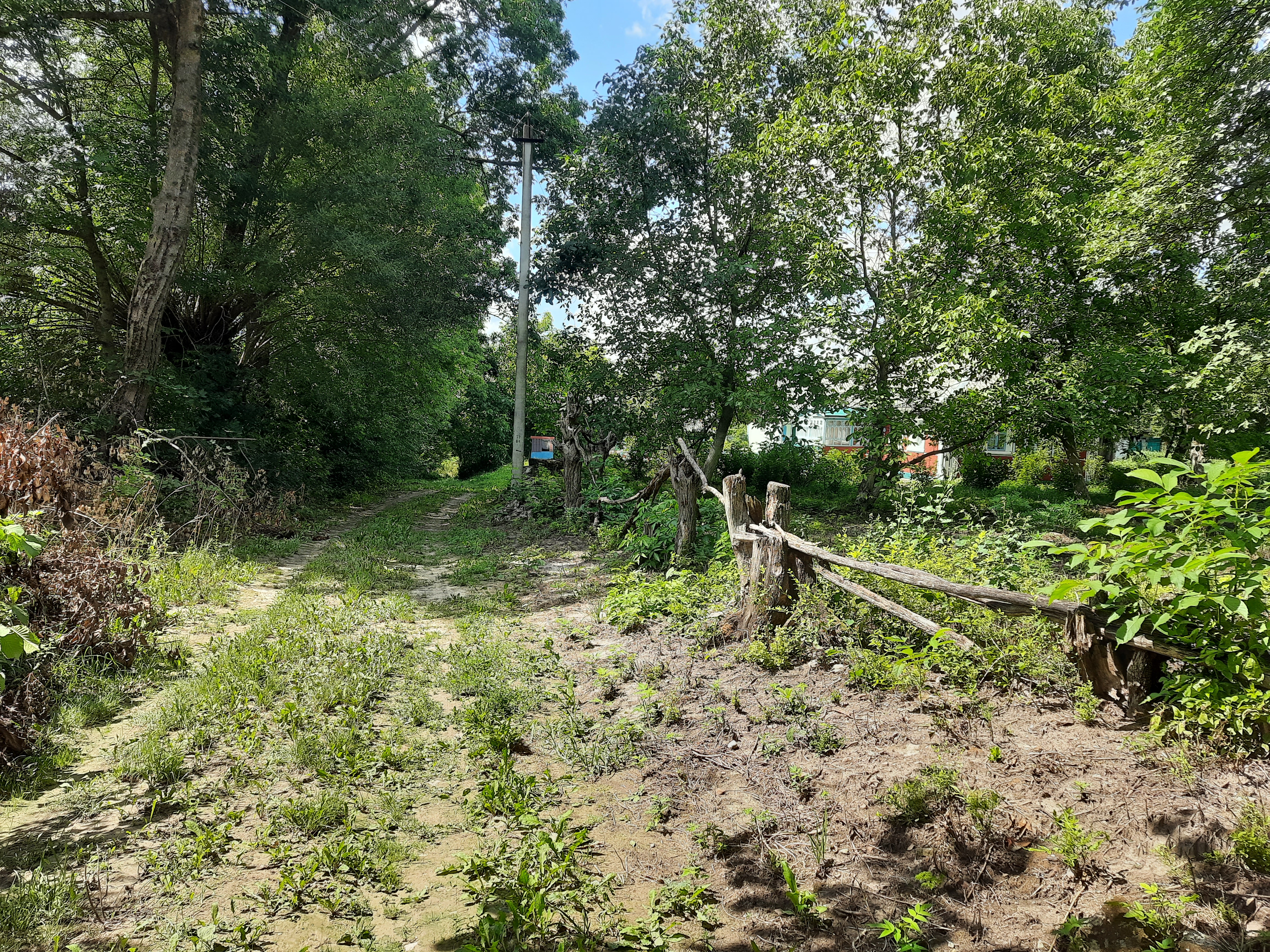
Сільський пейзаж
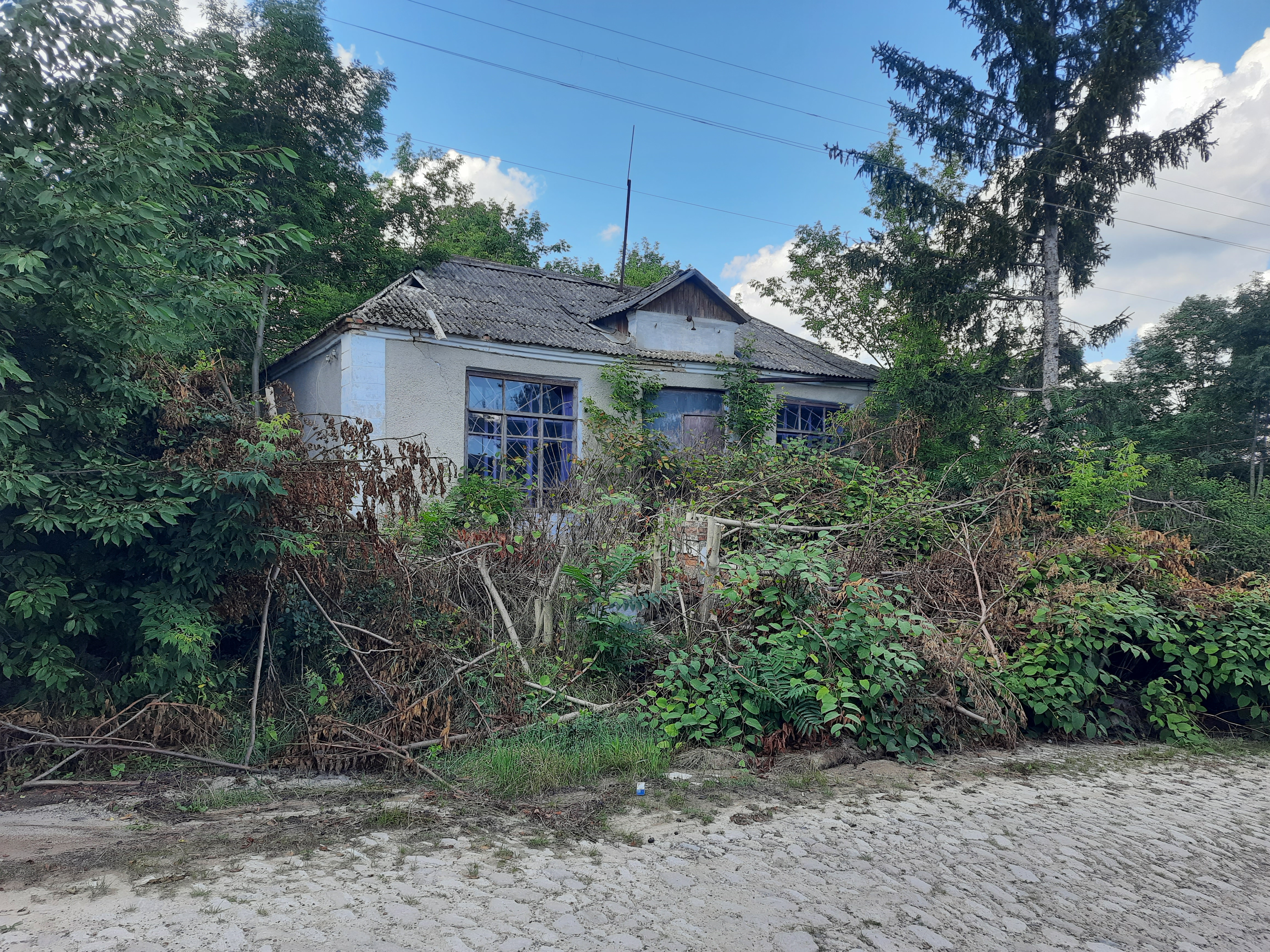
Колишня крамниця
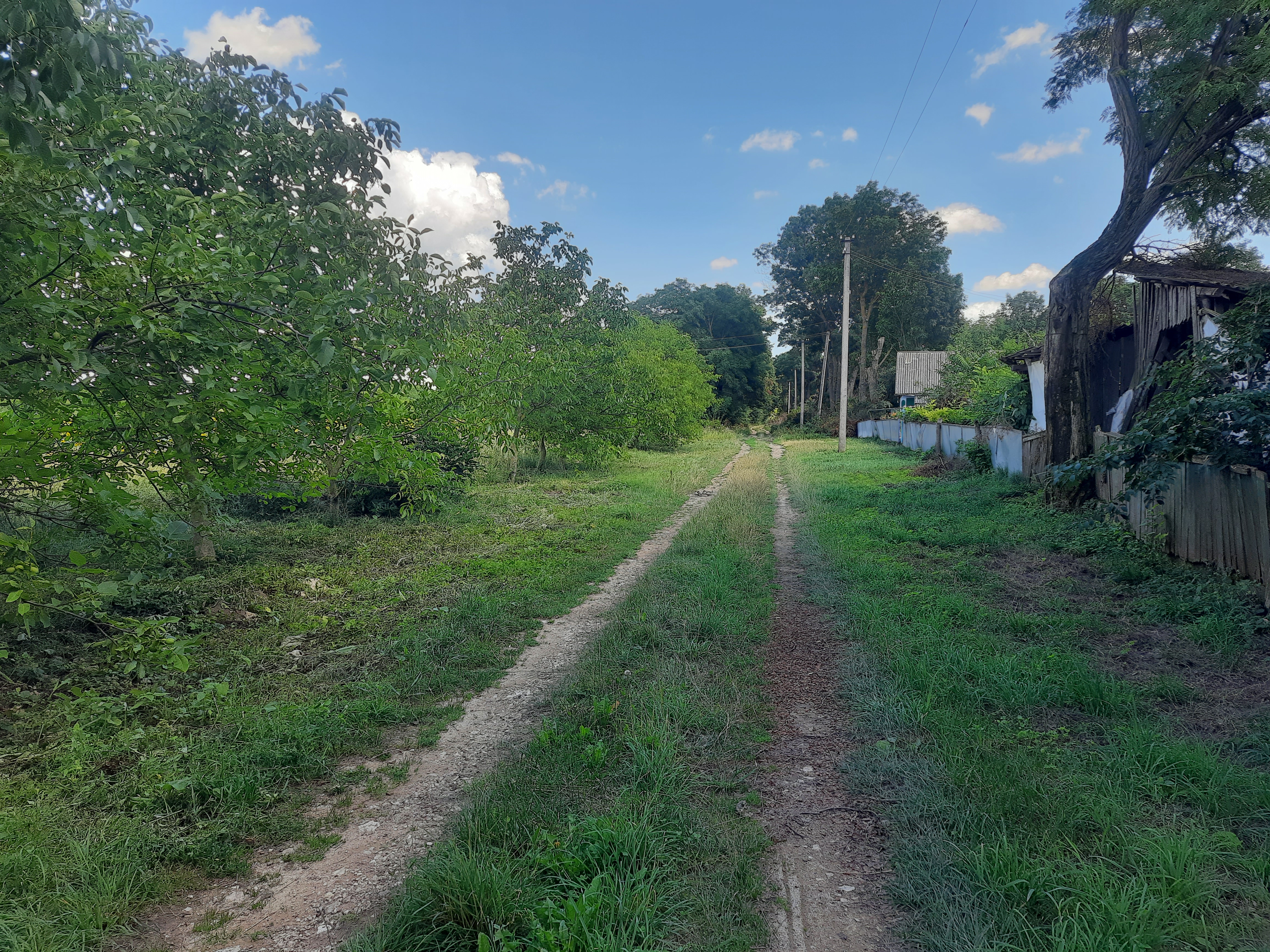
Околиця села